# Amphicyclotulus schrammi
Espèce
Statut de conservation UICN

NE : Non évalué
Amphicyclotulus schrammi est une espèce d'escargot operculé de la famille des Neocyclotidae, endémique de l'île de Basse-Terre, en Guadeloupe.

## Description
Amphicyclotulus schrammi a une coquille suborbiculaire déprimée de couleur vert olive à périphérie bien arrondie. La coquille présente des fines stries de croissance ainsi qu'un décor formé de cordons spiraux espacés ornant toute la coquilles au-delà du protoconque, aussi bien sur la face supérieure qu'inférieure. L'ouverture est subcirculaire, oblique, légèrement anguleuse à son angle postérieure.
Le diamètre maximal du type est de 11,5 mm et une hauteur de 7 mm.
Le corps de l'animal est de couleur blanche teintée de jaune, ses tentacules pourpre orangé.
Amphicyclotulus schrammi est une espèce de petite taille dans le genre Amphicyclotulus. Il est morphologiquement très proche de l'espèce endémique de l'île de la Dominique, A. dominicensis, dont il se distingue par l'espacement plus important des cordons spiraux à la base de la coquille.

## Habitat
L'escargot est présent sur le versant ouest du massif montagneux de la Basse-Terre, de Vieux-Fort au sud, à Bouillante au nord,,. C'est un escargot de litière inféodé à la forêt sempervirente saisonnière. L'escargot se rencontre dans les lieux humides et ombragés sous les feuilles mortes, dans les bois en décomposition et sous les pierres.